# Forlaget Basilisk
|  | Basilisk kan også henvise til andre artikler, se Basilisk |
Forlaget Basilisk blev oprettet i 1983. Det udgiver især oversat litteratur og i mindre grad dansk litteratur, videnskabelige og politisk/historiske værker. Det har gennem årene været hjemsted for Banana Split - Tidsskrift for Multinational Litteratur. 

## Basilisk Beta
I 2010 indledte forlaget udgivelserne i Basilisk Beta serien, der er en "skriftserie, som vil samle en række internationale forfatteres refleksioner fra de seneste år over hvad det er der foregår i poesien". Basilisk Beta har karakter af en dialog med poesien om poesiens poetik og forlaget vægter ligesom med seriens Basilisk Babel oversatte tekster iblandet enkelte danske forfattere.
Serien består af en  fortløbende nummereret udgivelsesrække uden egentlige forsider og hvert hæfte er minimalistisk trykt på foldede A4 ark. Parallelt med den trykte serie kører Basilisk en blog på http://basiliskbeta.blogspot.com/ Arkiveret 22. maj 2014 hos  Wayback Machine, der indgår i en løbende samtale med seriens indhold.
I udgivelsesrækken er hidtil (august 2010) udkommet:
- Basilisk Beta 1 – Lehto, Leevi: "Mangfoldiggørelse af triviliatietens sprog"
- Basilisk Beta 2 – Hagerup, Simon: "(Nogle vagt formulerede principper om) Teksten som vare i den digitale distributions tidsalder / Retten til at læse (findes den?)" og Norddahl, Eiríkur Örn: "Vigtigheden af at ødelægge (sit eget) sprog. Andet forsøg."
- Basilisk Beta 3 – Spahr, Juliana & Stephanie Young: "FOULIPO" og Bök, Christian: "To prikker over en vokal"
- Basilisk Beta 4 – Goldsmith, Kenneth: "Konceptuel poetik"
- Basilisk Beta 5 – Leibovici, Franck: "hvad er et poetisk dokument?"

## Andre udgivelser
Forlaget Basilisk udgiver endvidere Forfatterskolens Afgangsantologier og dens Legenda-serie.

## Ekstern henvisning
- Forlagets hjemmeside Arkiveret 25. oktober 2020 hos  Wayback Machine